# Caenis latipennis
Caenis latipennis is een haft uit de familie Caenidae. De wetenschappelijke naam van de soort is voor het eerst geldig gepubliceerd in 1907 door Banks.
De soort komt voor in het Nearctisch gebied.